# Cortenstål
Cortenstål er stål med en speciel legering, der beskytter den imod særligt rå vejrforhold. Det er udviklet for at have et velegnet stålmateriale til steder med hårdt slid fra vejr og omgivelser, men hvor vedligehold af overfladen kan være en vanskelig sag. F.eks. på undersiden af køretøjer, facader og broer. Det gjorde derfor behovet for at påføre en beskyttende overflade mindre – f.eks. i form af maling.
Oprindeligt blev cortenstål udviklet for til brug i konstruktionen af skibscontainere, godsvogne og forskellige lignende elementer til jernbaneindustrien i USA. I dag anvendes cortenstål i høj grad til facader og forskellige overflader i byen, på grund af den flotte rustrøde farve der giver en flot visuel effekt.
Man skelner mellem corten A og corten B stål. Corten A har tilføjet fosfor i legeringen hvor overfladen bliver smukkere. Det er denne type der ofte bruges hvor den rustrøde farve er en del af designet, f.eks. på facader og højbede i haven. Corten B egner sig bedre til tunge, og bærende strukturer.
Man bruger ofte også cortenstål i haven, pga det smukke udtryk, men det er ikke nødvendigvis velegnet i køkkenhaven. I en Corten-legering findes der tungmetaller i form af kobber, nikkel og krom. Dette kan give eksem og i værste fald forgiftninger.